# Vera Gaze
Vera Fedorovna Gaze ( en ruso: Вера Фёдоровна Газе; 29 de diciembre de 1899 - 3 de octubre de 1954) fue una astrónoma rusa que estudió nebulosas de emisión y planetas menores. Descubrió alrededor de 150 nuevas nebulosas y fue honrada póstumamente por el descubrimiento del planeta menor 2388 Gase y el cráter Gaze en Venus, ambos nombrados en su honor.

## Primeros años y educación
Gaze nació el 29 de diciembre (17 de diciembre OS ) de 1899 (NS) en San Petersburgo, Rusia . Entre 1921 y 1926 trabajó en el Instituto Astronómico de Leningrado (antecedente del ru ) y estudió en la Universidad de Petrogrado . Se graduó en 1924 y en 1926 empezó a trabajar en el Observatorio Pulkovo . 

## Carrera
Participó en la expedición de estudio gravimétrico de 1929 y en la expedición de 1936 para observar el eclipse solar total.  El eclipse de 1936 atravesó el territorio soviético y sólo pudo verse dentro de la URSS. Casi 30 expediciones internacionales viajaron a Rusia el 19 de junio para realizar observaciones  que fueron visibles durante dos horas.  Entre 1936 y 1940, Gaze fue víctima de una "represión política"  derivada de un incidente que dio publicidad desfavorable al Observatorio Pulkovo. En 1935, descubrió que un informe que le habían encargado traducir al inglés, elaborado por Nikolai Mikhailovich Voronov, contenía errores en sus cálculos. Voronov era una estrella en ascenso y había publicado un artículo sobre las teorías del movimiento de los planetas pequeños. Le ofrecieron un puesto en el Observatorio Pulkovo basándose en ese artículo y produjo otro, calculando las efemérides de 13 Egeria . Fue en este documento donde Gaze encontró el error y se lo informó a su superior. Cuando se le preguntó, Voronov admitió que no había utilizado su teoría para hacer los cálculos, sino que había estimado la ubicación del planeta. El escándalo provocó su despido, pero fue recogido por la prensa y todos los implicados fueron detenidos.  Se sospechaba que Gaze lo ayudó ya que había traducido varios de sus artículos.  Finalmente fue puesta en libertad cuando no se pudo obtener un testimonio firmado en su contra. En 1940, Gaze se trasladó al Observatorio Simeiz, que formó parte del Observatorio Astrofísico Abastumani de Georgia entre 1941 y 1945 y luego pasó a formar parte del Observatorio Astrofísico de Crimea de la Academia de Ciencias Soviética. Descubrió, en 1940, cambios en el espectro de γ Cassiopeiae . En colaboración con  Grigory Abramovich Shajn, director del observatorio,  Gaze investigó el contenido molecular de los isótopos de carbono en las estrellas y estudió la estructura de las nebulosas, intentando determinar su tamaño y el papel del polvo y el gas en la formación de las nebulosas. nebulosas.  Descubrió alrededor de 150 "nuevas nebulosas de emisión galáctica registrando su luz en la emisión roja H-alfa (Hα)".  En 1952, Gaze y Shajn publicaron juntos un libro titulado Algunos resultados del estudio de las nebulosas gaseosas difusas y su actitud hacia la cosmogonía . 

## Muerte y legado
Gaze murió el 3 de octubre de 1954 en Leningrado y fue enterrado en el cementerio conmemorativo de los astrónomos, cerca del Observatorio Pulkovo en las afueras de San Petersburgo. Póstumamente, un planeta, 2388 Gase, descubierto en 1977, recibió su nombre,  al igual que el cráter Gaze en Venus. 

## Trabajos seleccionados
- Gaze, V F (1926). Orbit of the spectroscopic binary [alpha] Ursae Minoris (1922-1924). Moscow, Russia: Glav. upr. nauch. uchrezhdeniiami.
- Gaze, V F (1929). Velocity curves of [zeta] Geminorum in layers of different height in the chromosphere. Moscow, Russia: Glav. upr. nauch. uchrezhdeniiami.
- Appell, Paul Émile; Gaze, Vera Fedorovna; Malkin, Nikolaj Romanovič; Hublarova, S L; Idel'son, Naum Il'ič (1936). Figury ravnovesiâ vraŝaûŝejsâ odnorodnoj židkosti (en ruso). Leningrad, Russia: ONTI. Glavnaâ redakciâ obŝestvennoj literatury.
- Shain, Grigorii Abramovich; Gaze, Vera Fedorovna (1952). Nekotorye rezul'taty issledovanii a diffuznykh gazovykh tumannosteii ikh otnoshenie k kosmogonii (en ruso). Moscow, Russia: Izd-vo Akademii nauk SSSR.